# Desmodium pycnotrichum
Desmodium pycnotrichum är en ärtväxtart som beskrevs av Leslie Pedley. Desmodium pycnotrichum ingår i släktet Desmodium och familjen ärtväxter. Inga underarter finns listade i Catalogue of Life.